# فيردر (هافل)
فيردر (بالألمانية: Werder (Havel)) هي بلدة ألمانية، مدينة و مدينة منتجع [الإنجليزية] تقع في Potsdam-Mittelmark في ألمانيا. يقدر عدد سكانها بـ 23,015 نسمة .

## المدن التوأمة
مدن ابن‌هايم، هزورنج [الإنجليزية]، Almdorf، تشَيڤ، Muan County و Biržai هي مدن توأمة لفيردر (هافل).